# Primera División de Andorra 2015-16
La Primera División de Andorra 2015-16 (en catalán: Primera Divisió de Andorra 2015-16), oficialmente y por motivos de patrocinio Lliga Grup Becier 2015-16, fue la 21ra edición del campeonato de la máxima categoría de fútbol del Principado de Andorra. Estuvo organizada por la Federación Andorrana de Fútbol y fue disputada por 8 equipos. Comenzó el 27 de septiembre de 2015 y finalizó el 8 de mayo de 2016.
El FC Santa Coloma se consagró campeón a dos fechas del final, logrando así su noveno título de liga, el tercero de forma consecutiva. Por otro lado, Penya Encarnada consumó su descenso a la Segona Divisió en la penúltima jornada.

## Ascensos y descensos
| Pos. | Descendido de 1.ª División |
| ---- | -------------------------- |
| 8.º  | Inter Club d'Escaldes      |

| Pos. | Ascendido de 2.ª División |
| ---- | ------------------------- |
| 1.º  | Penya Encarnada           |

## Sistema de competición
El campeonato constó de dos fases:
En la fase regular, los ocho equipos se enfrentaron entre sí bajo el sistema de todos contra todos a dos ruedas, completando un total de 14 fechas. Una vez finalizada dicha instancia, los cuatro equipos con mayor cantidad de puntos participaron de la Ronda por el campeonato, mientras que los cuatro restantes disputaron la Ronda por la permanencia. Todos los clubes comenzaron su participación en esta instancia con el puntaje final obtenido en la fase regular.
Los cuatro clubes que participaron de la Ronda por el campeonato volvieron a enfrentarse entre sí, todos contra todos, a doble rueda. El equipo que acumuló más puntos entre las dos fases se consagró campeón y accedió a la primera ronda previa de la Liga de Campeones de la UEFA 2016-17. Asimismo, el subcampeón clasificó para la primera ronda previa de la Liga Europa de la UEFA 2016-17.
Por otro lado, los cuatro equipos participantes de la Ronda por la permanencia se enfrentaron entre sí, todos contra todos, a doble rueda. Aquel que logró menor puntaje a lo largo de las dos fases descendió directamente a la Segunda División, mientras que el penúltimo disputó una promoción contra el subcampeón de dicha categoría.
En todas las fases, las clasificaciones se establecieron a partir de los puntos obtenidos en cada encuentro, otorgando tres por partido ganado, uno por empatado y ninguno en caso de derrota. En caso de igualdad de puntos entre dos o más equipos, se aplicaron, en el mencionado orden, los siguientes criterios de desempate:
1. Mayor cantidad de puntos en los partidos entre los equipos implicados;
2. Mejor diferencia de goles en los partidos entre los equipos implicados;
3. Mayor cantidad de goles a favor en los partidos entre los equipos implicados;
4. Mejor diferencia de goles en toda la temporada;
5. Mayor cantidad de goles a favor en toda la temporada.

## Equipos participantes
| Equipo          | Ciudad                  |
| --------------- | ----------------------- |
| Encamp          | Encamp                  |
| Engordany       | Las Escaldas-Engordany  |
| Lusitanos       | Andorra la Vieja        |
| Ordino          | Ordino                  |
| Penya Encarnada | Andorra la Vieja        |
| Sant Julià      | San Julián de Loria     |
| FC Santa Coloma | Santa Coloma de Andorra |
| UE Santa Coloma | Santa Coloma de Andorra |

| \| Parroquia \| N.º \| Equipos \| \| ---------------------- \| --- \| ------------------------------------------------------------ \| \| Andorra la Vieja \| 4 \| Lusitanos; Penya Encarnada; FC Santa Coloma; UE Santa Coloma \| \| Encamp \| 1 \| Encamp \| \| Las Escaldas-Engordany \| 1 \| Engordany \| \| Ordino \| 1 \| Ordino \| \| San Julián de Loria \| 1 \| Sant Julià \| |     |                                                              |
| Parroquia | N.º | Equipos                                                      |
| Andorra la Vieja | 4   | Lusitanos; Penya Encarnada; FC Santa Coloma; UE Santa Coloma |
| Encamp | 1   | Encamp                                                       |
| Las Escaldas-Engordany | 1   | Engordany                                                    |
| Ordino | 1   | Ordino                                                       |
| San Julián de Loria | 1   | Sant Julià                                                   |

## Fase regular

### Clasificación
|  |    | Equipos         | PJ | PG | PE | PP | GF | GC | Dif | Pts |
|  | -- | --------------- | -- | -- | -- | -- | -- | -- | --- | --- |
|  | 1. | FC Santa Coloma | 14 | 12 | 1  | 1  | 41 | 7  | +34 | 37  |
|  | 2. | Lusitanos       | 14 | 10 | 0  | 4  | 28 | 18 | +10 | 30  |
|  | 3. | UE Santa Coloma | 14 | 8  | 3  | 3  | 31 | 11 | +20 | 27  |
|  | 4. | Sant Julià      | 14 | 7  | 3  | 4  | 30 | 14 | +16 | 24  |
|  | 5. | Engordany       | 14 | 5  | 2  | 7  | 18 | 22 | -4  | 17  |
|  | 6. | Encamp          | 14 | 3  | 2  | 9  | 15 | 41 | -26 | 11  |
|  | 7. | Ordino          | 14 | 3  | 1  | 10 | 15 | 35 | -20 | 10  |
|  | 8. | Penya Encarnada | 14 | 1  | 2  | 11 | 6  | 36 | -30 | 5   |

|  | Clasificado a la Ronda por el campeonato.  |
|  | Clasificado a la Ronda por la permanencia. |

#### Evolución de la clasificación
| Jornada / Equipo | 1 | 2 | 3 | 4 | 5 | 6 | 7 | 8 | 9 | 10 | 11 | 12 | 13 | 14 |
| Jornada / Equipo |   |   |   |   |   |   |   |   |   |    |    |    |    |    |
| ---------------- | - | - | - | - | - | - | - | - | - | -- | -- | -- | -- | -- |
| FC Santa Coloma  | 3 | 2 | 3 | 2 | 1 | 1 | 1 | 1 | 1 | 1  | 1  | 1  | 1  | 1  |
| Lusitanos        | 2 | 3 | 2 | 5 | 4 | 3 | 3 | 2 | 3 | 3  | 3  | 3  | 2  | 2  |
| UE Santa Coloma  | 7 | 4 | 5 | 3 | 3 | 2 | 2 | 3 | 2 | 2  | 2  | 2  | 3  | 3  |
| Sant Julià       | 1 | 1 | 1 | 1 | 2 | 4 | 4 | 4 | 4 | 4  | 4  | 4  | 4  | 4  |
| Engordany        | 6 | 5 | 4 | 4 | 5 | 5 | 5 | 6 | 5 | 5  | 5  | 5  | 5  | 5  |
| Encamp           | 4 | 6 | 6 | 8 | 8 | 8 | 7 | 5 | 6 | 6  | 7  | 7  | 6  | 6  |
| Ordino           | 8 | 8 | 8 | 7 | 7 | 7 | 8 | 7 | 7 | 7  | 6  | 6  | 7  | 7  |
| Penya Encarnada  | 4 | 7 | 7 | 6 | 6 | 6 | 6 | 8 | 8 | 8  | 8  | 8  | 8  | 8  |

### Resultados
- Los horarios corresponden a la CET (Hora Central Europea) UTC+1 en horario estándar y UTC+2 en horario de verano.

#### Primera vuelta
| Penya Encarnada | 1 - 1 | Encamp          | Comunal de Andorra la Vieja   | 27 de septiembre | 12:00 |
| FC Santa Coloma | 2 - 0 | UE Santa Coloma | Campo de Deportes de Aixovall | 27 de septiembre | 12:00 |
| Sant Julià      | 4 - 0 | Ordino          | Campo de Deportes de Aixovall | 27 de septiembre | 16:00 |
| Engordany       | 2 - 4 | Lusitanos       | Campo de Deportes de Aixovall | 27 de septiembre | 18:00 |

| Lusitanos       | 1 - 3 | Sant Julià      | Campo de Deportes de Aixovall | 4 de octubre | 12:00 |
| Encamp          | 2 - 4 | Engordany       | Comunal de Andorra la Vieja   | 4 de octubre | 16:00 |
| UE Santa Coloma | 3 - 0 | Penya Encarnada | Campo de Deportes de Aixovall | 4 de octubre | 16:00 |
| Ordino          | 3 - 4 | FC Santa Coloma | Campo de Deportes de Aixovall | 4 de octubre | 18:00 |

| UE Santa Coloma | 1 - 1 | Ordino    | Comunal de Andorra la Vieja   | 18 de octubre | 12:00 |
| Penya Encarnada | 0 - 2 | Engordany | Campo de Deportes de Aixovall | 18 de octubre | 12:10 |
| FC Santa Coloma | 0 - 1 | Lusitanos | Campo de Deportes de Aixovall | 18 de octubre | 16:00 |
| Sant Julià      | 2 - 0 | Encamp    | Campo de Deportes de Aixovall | 18 de octubre | 18:00 |

| Engordany | 1 - 1 | Sant Julià      | Comunal de Andorra la Vieja   | 25 de octubre | 12:00 |
| Ordino    | 0 - 2 | Penya Encarnada | Campo de Deportes de Aixovall | 25 de octubre | 12:00 |
| Encamp    | 1 - 5 | FC Santa Coloma | Campo de Deportes de Aixovall | 25 de octubre | 16:00 |
| Lusitanos | 0 - 2 | UE Santa Coloma | Campo de Deportes de Aixovall | 25 de octubre | 18:00 |

| Ordino          | 0 - 1 | Lusitanos  | Comunal de Andorra la Vieja   | 1 de noviembre | 12:00 |
| UE Santa Coloma | 6 - 0 | Encamp     | Campo de Deportes de Aixovall | 1 de noviembre | 12:00 |
| FC Santa Coloma | 3 - 1 | Engordany  | Campo de Deportes de Aixovall | 1 de noviembre | 16:00 |
| Penya Encarnada | 2 - 2 | Sant Julià | Campo de Deportes de Aixovall | 1 de noviembre | 18:00 |

| Sant Julià      | 0 - 1 | FC Santa Coloma | Campo de la Borda Mateu | 8 de noviembre | 12:00 |
| Encamp          | 3 - 0 | Ordino          | Campo de la Borda Mateu | 8 de noviembre | 14:00 |
| Penya Encarnada | 0 - 2 | Lusitanos       | Campo de la Borda Mateu | 8 de noviembre | 16:00 |
| Engordany       | 0 - 2 | UE Santa Coloma | Campo de la Borda Mateu | 8 de noviembre | 18:00 |

| UE Santa Coloma | 2 - 0 | Sant Julià      | Campo de la Borda Mateu | 15 de noviembre | 12:00 |
| Lusitanos       | 6 - 0 | Encamp          | Campo de la Borda Mateu | 15 de noviembre | 14:00 |
| Ordino          | 2 - 0 | Engordany       | Campo de la Borda Mateu | 15 de noviembre | 16:00 |
| FC Santa Coloma | 5 - 0 | Penya Encarnada | Campo de la Borda Mateu | 15 de noviembre | 18:00 |

#### Segunda vuelta
| Lusitanos       | 1 - 0 | Engordany       | Campo de la Borda Mateu | 22 de noviembre | 12:10 |
| UE Santa Coloma | 0 - 0 | FC Santa Coloma | Campo de la Borda Mateu | 22 de noviembre | 14:00 |
| Ordino          | 4 - 3 | Sant Julià      | Campo de la Borda Mateu | 22 de noviembre | 16:00 |
| Encamp          | 1 - 0 | Penya Encarnada | Campo de la Borda Mateu | 22 de noviembre | 18:00 |

| Engordany       | 0 - 0 | Encamp          | Campo de la Borda Mateu | 29 de noviembre | 12:00 |
| Sant Julià      | 2 - 0 | Lusitanos       | Campo de la Borda Mateu | 29 de noviembre | 14:00 |
| Penya Encarnada | 0 - 5 | UE Santa Coloma | Campo de la Borda Mateu | 29 de noviembre | 16:00 |
| FC Santa Coloma | 2 - 0 | Ordino          | Campo de la Borda Mateu | 29 de noviembre | 18:00 |

| Lusitanos | 0 - 4 | FC Santa Coloma | Campo de la Borda Mateu             | 6 de diciembre | 12:00 |
| Engordany | 1 - 0 | Penya Encarnada | Campo de la Borda Mateu             | 6 de diciembre | 14:00 |
| Ordino    | 1 - 6 | UE Santa Coloma | Campo de la Borda Mateu             | 6 de diciembre | 18:00 |
| Encamp    | 0 - 6 | Sant Julià      | Campo de fútbol municipal de Encamp | 9 de diciembre | 20:30 |

| Penya Encarnada | 0 - 3 | Ordino    | Campo de la Borda Mateu | 13 de diciembre | 12:00 |
| Sant Julià      | 4 - 0 | Engordany | Campo de la Borda Mateu | 13 de diciembre | 14:00 |
| UE Santa Coloma | 2 - 3 | Lusitanos | Campo de la Borda Mateu | 13 de diciembre | 16:00 |
| FC Santa Coloma | 6 - 0 | Encamp    | Campo de la Borda Mateu | 13 de diciembre | 18:00 |

| Encamp     | 1 - 2 | UE Santa Coloma | Campo de fútbol municipal de Encamp | 31 de enero | 12:00 |
| Engordany  | 1 - 3 | FC Santa Coloma | Campo de la Borda Mateu             | 31 de enero | 12:00 |
| Lusitanos  | 2 - 1 | Ordino          | Campo de la Borda Mateu             | 31 de enero | 15:00 |
| Sant Julià | 3 - 1 | Penya Encarnada | Campo de la Borda Mateu             | 31 de enero | 17:00 |

| Lusitanos       | 4 - 0 | Penya Encarnada | Campo de la Borda Mateu | 7 de febrero | 12:00 |
| FC Santa Coloma | 2 - 0 | Sant Julià      | Campo de la Borda Mateu | 7 de febrero | 14:00 |
| Ordino          | 0 - 4 | Encamp          | Campo de la Borda Mateu | 7 de febrero | 16:00 |
| UE Santa Coloma | 0 - 3 | Engordany       | Campo de la Borda Mateu | 7 de febrero | 18:00 |

| Encamp          | 2 - 3 | Lusitanos       | Campo de fútbol municipal de Encamp | 14 de febrero | 12:00 |
| Sant Julià      | 0 - 0 | UE Santa Coloma | Campo de la Borda Mateu             | 14 de febrero | 12:00 |
| Penya Encarnada | 0 - 4 | FC Santa Coloma | Campo de la Borda Mateu             | 14 de febrero | 15:00 |
| Engordany       | 3 - 0 | Ordino          | Campo de la Borda Mateu             | 14 de febrero | 17:00 |

## Ronda por el campeonato

### Clasificación
|  |    | Equipos             | PJ | PG | PE | PP | GF | GC | Dif | Pts |
|  | -- | ------------------- | -- | -- | -- | -- | -- | -- | --- | --- |
|  | 1. | FC Santa Coloma (C) | 20 | 14 | 5  | 1  | 44 | 8  | +36 | 47  |
|  | 2. | Lusitanos           | 20 | 12 | 3  | 5  | 37 | 28 | +9  | 39  |
|  | 3. | Sant Julià          | 20 | 9  | 5  | 6  | 41 | 20 | +21 | 32  |
|  | 4. | UE Santa Coloma     | 20 | 8  | 6  | 6  | 34 | 20 | +14 | 30  |

|  | Clasificado para la primera ronda previa de la Liga de Campeones 2016-17.                                    |
|  | Clasificado para la primera ronda previa de la Liga Europa 2016-17.                                          |
|  | Clasificado para la primera ronda previa de la Liga Europa 2016-17 como campeón de la Copa Constitució 2016. |

| (C) Campeón |

#### Evolución de la clasificación
| Jornada / Equipo | 1 | 2 | 3 | 4 | 5 | 6 |
| Jornada / Equipo |   |   |   |   |   |   |
| ---------------- | - | - | - | - | - | - |
| FC Santa Coloma  | 1 | 1 | 1 | 1 | 1 | 1 |
| Lusitanos        | 2 | 2 | 2 | 2 | 2 | 2 |
| Sant Julià       | 4 | 4 | 4 | 4 | 3 | 3 |
| UE Santa Coloma  | 3 | 3 | 3 | 3 | 4 | 4 |

### Resultados
- Los horarios corresponden a la CET (Hora Central Europea) UTC+1 en horario estándar y UTC+2 en horario de verano.

#### Primera vuelta
| UE Santa Coloma | 0 - 0 | Sant Julià      | Campo de la Borda Mateu | 20 de marzo | 12:00 |
| Lusitanos       | 0 - 0 | FC Santa Coloma | Campo de la Borda Mateu | 20 de marzo | 16:00 |

| FC Santa Coloma | 1 - 0 | Sant Julià      | Campo de la Borda Mateu | 3 de abril | 12:00 |
| Lusitanos       | 1 - 1 | UE Santa Coloma | Campo de la Borda Mateu | 3 de abril | 16:00 |

| Sant Julià      | 2 - 3 | Lusitanos       | Campo de la Borda Mateu | 10 de abril | 12:00 |
| UE Santa Coloma | 0 - 1 | FC Santa Coloma | Campo de la Borda Mateu | 10 de abril | 16:00 |

#### Segunda vuelta
| FC Santa Coloma (C) | 0 - 0 | Lusitanos       | Campo de la Borda Mateu | 17 de abril | 12:00 |
| Sant Julià          | 3 - 0 | UE Santa Coloma | Campo de la Borda Mateu | 17 de abril | 16:00 |

| UE Santa Coloma | 1 - 3 | Lusitanos       | Campo de la Borda Mateu | 24 de abril | 14:00 |
| Sant Julià      | 0 - 0 | FC Santa Coloma | Campo de la Borda Mateu | 24 de abril | 16:00 |

| Lusitanos       | 2 - 6 | Sant Julià      | Campo de la Borda Mateu     | 27 de abril | 20:30 |
| FC Santa Coloma | 1 - 1 | UE Santa Coloma | Comunal de Andorra la Vieja | 6 de mayo   | 20:45 |

## Ronda por la permanencia

### Clasificación
|  |    | Equipos             | PJ | PG | PE | PP | GF | GC | Dif | Pts |
|  | -- | ------------------- | -- | -- | -- | -- | -- | -- | --- | --- |
|  | 1. | Engordany           | 20 | 9  | 2  | 9  | 37 | 34 | +3  | 29  |
|  | 2. | Ordino              | 20 | 8  | 2  | 10 | 32 | 44 | -12 | 26  |
|  | 3. | Encamp              | 20 | 4  | 4  | 12 | 22 | 50 | -28 | 16  |
|  | 4. | Penya Encarnada (D) | 20 | 1  | 3  | 16 | 15 | 58 | -37 | 31  |

|  | Disputó una promoción por la permanencia contra el subcampeón de la Segona Divisió. |
|  | Descendido a la Segona Divisió.                                                     |

| (D) Descendido |

#### Evolución de la clasificación
| Jornada / Equipo | 1 | 2 | 3 | 4 | 5 | 6 |
| Jornada / Equipo |   |   |   |   |   |   |
| ---------------- | - | - | - | - | - | - |
| Engordany        | 1 | 1 | 1 | 1 | 1 | 1 |
| Ordino           | 2 | 2 | 2 | 2 | 2 | 2 |
| Encamp           | 3 | 3 | 3 | 3 | 3 | 3 |
| Penya Encarnada  | 4 | 4 | 4 | 4 | 4 | 4 |

### Resultados
- Los horarios corresponden a la CET (Hora Central Europea) UTC+1 en horario estándar y UTC+2 en horario de verano.

#### Primera vuelta
| Encamp | 0 - 3 | Engordany       | Campo de fútbol municipal de Encamp | 20 de marzo | 12:00 |
| Ordino | 3 - 2 | Penya Encarnada | Campo de la Borda Mateu             | 20 de marzo | 18:00 |

| Penya Encarnada | 2 - 5 | Engordany | Campo de la Borda Mateu | 3 de abril | 14:00 |
| Ordino          | 1 - 0 | Encamp    | Campo de la Borda Mateu | 3 de abril | 18:00 |

| Encamp    | 1 - 1 | Penya Encarnada | Campo de fútbol municipal de Encamp | 10 de abril | 12:00 |
| Engordany | 1 - 2 | Ordino          | Campo de la Borda Mateu             | 10 de abril | 14:00 |

#### Segunda vuelta
| Penya Encarnada | 3 - 7 | Ordino | Campo de la Borda Mateu | 17 de abril | 14:00 |
| Engordany       | 4 - 3 | Encamp | Campo de la Borda Mateu | 17 de abril | 18:00 |

| Engordany | 3 - 1 | Penya Encarnada | Campo de la Borda Mateu             | 24 de abril | 12:00 |
| Encamp    | 0 - 0 | Ordino          | Campo de fútbol municipal de Encamp | 24 de abril | 12:00 |

| Penya Encarnada | 0 - 3 | Encamp    | Campo de fútbol municipal de Encamp | 29 de abril | 20:30 |
| Ordino          | 4 - 3 | Engordany | Campo de la Borda Mateu             | 8 de mayo   | 18:00 |

## Promoción por la permanencia
El tercer equipo ubicado en la clasificación final de la Ronda por la permanencia, Encamp, debió disputar una serie a doble partido, uno como visitante y otro como local, ante Carroi, subcampeón de la Segunda División. El ganador de la eliminatoria participó de la siguiente temporada de la Primera Divisió.
El partido de ida, disputado el 15 de mayo, finalizó con un empate por 0-0. Sin embargo, Encamp presentó un recurso al Comité de Competición alegando que su rival había alineado indebidamente a los futbolistas José María Ramírez y César Daniel González. Tal documentación fue respondida el 20 de mayo con la suspensión definitiva de la serie de promoción, otorgándole la victoria definitiva de la misma a Encamp y modificando el resultado original del primer encuentro por un 0-3.
| Carroi                                                               | 0 - 3 | Encamp | Campo de Deportes de Aixovall | 15 de mayo | 12:00 |
| Encamp                                                               | w.o.  | Carroi |                               |            |       |
| Encamp mantuvo la categoría luego de que Carroi fuera descalificado. |       |        |                               |            |       |

| 1. 2. |

## Estadísticas

### Máximos goleadores
| Jugador                                  | Equipo          | Goles | Partidos | Media | Penal |
| ---------------------------------------- | --------------- | ----- | -------- | ----- | ----- |
| Aguilar Gómez                            | Lusitanos       | 12    | 17       | 0.71  | 3     |
| Victor Bernat                            | UE Santa Coloma | 12    | 19       | 0.63  | 0     |
| Cristian Martínez                        | FC Santa Coloma | 9     | 16       | 0.56  | 1     |
| Sergio Alonso                            | UE Santa Coloma | 9     | 19       | 0.47  | 0     |
| Javi Sanguina                            | Engordany       | 9     | 19       | 0.47  | 1     |
| Alejandro Del Valle                      | Engordany       | 8     | 9        | 0.89  | 0     |
| Andreu Matos Muñoz                       | Engordany       | 7     | 11       | 0.64  | 0     |
| Gabriel Riera                            | FC Santa Coloma | 7     | 17       | 0.41  | 0     |
| Alfi Conteh-Lacalle                      | Sant Julià      | 7     | 18       | 0.39  | 0     |
| Ibán Parra                               | FC Santa Coloma | 7     | 19       | 0.37  | 0     |
| Luizão                                   | Sant Julià      | 6     | 11       | 0.55  | 1     |
| Jallow Mamadou                           | Engordany       | 6     | 19       | 0.32  | 0     |
| Bruninho                                 | Sant Julià      | 6     | 20       | 0.3   | 0     |
| Última actualización: 14 de mayo de 2016 |                 |       |          |       |       |